# 岩望
7°38′26.24″S 112°54′23.32″E / 7.6406222°S 112.9064778°E
岩望市是印度尼西亞南部爪哇島東部東爪哇省下轄的一個城市，距離該省首府泗水75公里，面積13.58平方公里，2003年人口約177,000人，人口密度為每平方公里13,034人。这座城市也因中国商人到访时提到“巴苏鲁安”而闻名。岩望与西南部的泗水、南部的瑪琅和东部的龐越接壤。岩望在市中心有纪念碑形式的图标和大清真寺“Al-Anwar”。

## 延伸阅读
- 温忠孝（英语）. . 1987. doi:10.15144/PL-D63.